# 马耶讷河畔圣让
马耶讷河畔圣让（法語：Saint-Jean-sur-Mayenne，法語發音：[sɛ̃ ʒɑ̃ syʁ majɛn]）是法国马耶讷省的一个市镇，位于该省中部，属于拉瓦勒区。

## 地理
马耶讷河畔圣让（48°7'59"N, 0°45'8"W）面积17.81 平方千米，位于法国卢瓦尔河地区大区马耶讷省，该省份为法国西北部内陆省份，北起芒什省和奧恩省，西接伊勒-维莱讷省，南至曼恩-卢瓦尔省，东临萨尔特省。
与马耶讷河畔圣让接壤的市镇（或旧市镇、城区）包括：昂杜耶、尚热、卢韦内、蒙弗卢尔、萨塞、圣日耳曼勒富尤。
马耶讷河畔圣让的时区为UTC+01:00、UTC+02:00（夏令时）。

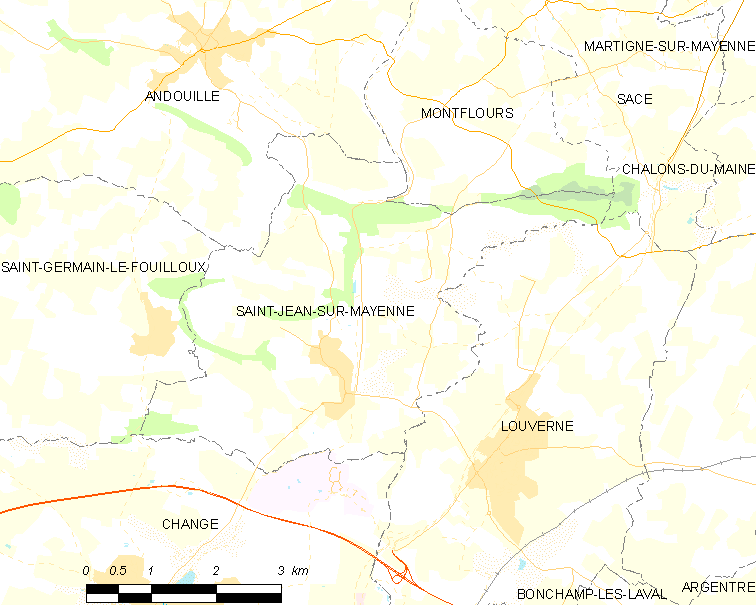
马耶讷河畔圣让的OSM定位图

## 行政
马耶讷河畔圣让的邮政编码为53240，INSEE市镇编码为53229。

## 政治
马耶讷河畔圣让所属的省级选区为圣贝特万县。

## 交通
马耶讷省省道D131线、D133线、D162线和D250线在境内交汇。

## 人口

1962-2008年间马耶讷河畔圣让人口变化图示

马耶讷河畔圣让于2022年1月1日时的人口数量为1689人。